# Mouvement Vie Libre
Le Mouvement Vie Libre est une association non confessionnelle et apolitique reconnue d'utilité publique (législation française) qui regroupe des buveurs guéris, des abstinents volontaires, leurs familles, leurs proches et autres sympathisants afin d'accompagner les alcoolodépendants qui souhaitent mettre fin à leur maladie. Vie Libre fait partie des associations néphalistes dont l'objectif est d'accompagner le malade alcoolique qui souhaite guérir. Avec certaines spécificités décrites ci-après, Vie Libre propose des groupes de parole dont la périodicité varie entre 1 fois par semaine et 1 fois par mois en fonction des équipes de base (présentes dans la plupart des départements en France) qui composent les sections. Vie Libre est fortement implanté en France métropolitaine. La Corse n'est pas couverte. Vie Libre est aussi présent à l'île de La Réunion et en Belgique où le mouvement est une entité entièrement autonome du Mouvement français.

## Définitions
Le Mouvement Vie Libre est composé de buveurs guéris, d'abstinents volontaires et de sympathisants. La personne qui fréquente régulièrement les réunions mais qui se bat encore contre l'alcool sans avoir réussi à s'abstenir est entièrement intégrée à son groupe mais n'est pas redevable d'une cotisation de membre. Le mouvement est ouvert aux codépendants qui sont intégrés aux mêmes réunions que les autres membres.
Le buveur guéri, est une personne ayant été confrontée à un problème d'alcool et qui est parvenue à rester abstinente pour une période de six mois. À ce stade, l'ex-malade se voit délivrer une carte rose. Aucun contrôle n'est effectué pour vérifier si l'aspirant respecte son abstinence. Tout est basé sur la confiance et la participation régulière aux réunions. En alcoologie, la notion de guérison est sujette à controverse. Vie Libre n'échappe pas à ce débat mais le mouvement reste historiquement attaché à cette notion porteuse d'espérance pour l'abstinent (voir § Controverse).
L'abstinent volontaire quant à lui est un proche du malade - époux/épouse, partenaire, parent, proche - qui décide de ne plus consommer pour l'aider à guérir. Ce dernier se voit délivrer une carte verte (pour la Belgique voir note) s'il a participé régulièrement aux réunions et a pu rester abstinent six mois.
En tant que membres actifs, les buveurs guéris et abstinents volontaires s'impliquent dans le mouvement essentiellement en répondant par l'empathie et de l'amitié aux témoignages de buveurs, de leurs épouses ou de leurs enfants afin de créer un climat humain propice aux changements qui leur permettront de retrouver la liberté et le bonheur.
Les sympathisants ne sont pas tenus à l'abstinence, mais adhèrent à la cause défendue par le mouvement.
Les codépendants sont des personnes, pas forcément abstinentes, qui ont à souffrir (surtout psychologiquement, parfois physiquement) de la maladie alcoolique d'un proche. Il s'agit le plus souvent du partenaire, des parents et des enfants. D'autres personnes de l'entourage d'une personne malade alcoolique peuvent être affectées de codépendance. Outre la souffrance partagée avec le malade, le/la codépendant(e) contribue le plus souvent à entretenir la maladie par une attitude qui soit exagérément complice (comme veiller à ce que l'approvisionnement en alcool ne soit pas interrompu) ou, au contraire, visant à exercer trop de contrôle sur le malade (contribuant à entretenir la consommation par besoin de transgression).
Entre eux, les adhérents se qualifient de Vilibriens.

## Historique du mouvement

### En France
Le mouvement naît en 1953 de la fusion de l'Entraide fondée en 1937 par Germaine Campion et André-Marie Talvas et de l'Amicale du 147 qui regroupait depuis 1950 les malades du docteur Vladimir Aïtoff.
En 1937, l'abbé André-Marie Talvas, né à Chauvigné en 1907, fait la connaissance de Germaine Campion née à Paramé en 1905 alors qu'elle rentre de Paris où elle a été en proie à l'alcoolisme et à la prostitution. Germaine ne voyant plus d'issue à sa vie envisage de mettre fin à ses jours. L'abbé parvient à lui rendre raison et, à force d'écoute et de patience, la sauvera de la prostitution d'abord et de l'alcool ensuite. De ce sauvetage naîtra la volonté commune de lutter contre les deux fléaux dont Germaine fut victime. Leur première initiative commune sera de créer en 1937 le groupe l'Entraide pour venir en aide aux alcooliques. Suivra en 1946 la création du Mouvement du Nid qui luttera lui, jusqu'à nos jours, contre la prostitution. C'est notamment grâce à l'action de ce mouvement que passa le 13 avril 1946 la loi dite Marthe Richard fermant définitivement les maisons closes.
Fin 1952, à l'occasion d'un congrès international anti-alcoolique, le duo décide d'unir ses efforts avec ceux du docteur Vladimir Aïtoff. En 1953, leur idée se concrétise par la publication des statuts du Mouvement Vie Libre au Journal Officiel. Dès 1954, André-Marie Talvas publie la charte du mouvement. En voici un extrait significatif : « Vie Libre n'existe que pour respecter et aimer les malades alcooliques, leur porter secours, en refaire des hommes libres et les défendre contre tous ceux qui les exploitent, les abandonnent ou les tournent en dérision ».
En 1963, congrès du Xe anniversaire à Paris. Le mouvement est reconnu d'utilité publique.
Le début des années soixante sera émaillé de dissensions et de conflits. Il en résultera d'une part une prise de distance du mouvement par rapport au Comité national de défense contre l'alcoolisme (CNDCA) et d'autre part la défection d'un certain nombre de cadres du mouvement. Certains d'entre eux ont contribué à la création en 1964 de la Fédération nationale des amis de la santé qui, elle-même, fera plus tard l'objet d'une scission qui donnera naissance à Alcool Ecoute Joie et Santé.
En 1965, modification des statuts avec affirmation de l'orientation populaire du mouvement.
En 1966, congrès national à Vichy. Vie Libre réclame la création et le développement de l'alcoologie en France.
En 1984, reconnaissance en tant qu'association de jeunesse et d'éducation populaire.
En 1985, modification des statuts, officialisation de l'action en milieu carcéral.
En 1991, ouverture sur l'Europe. Débat avec les organisations syndicales et actions en entreprise.

### En Belgique
L'ASBL Mouvement Vie Libre Belgique fut fondée en 1965, à la suite de contacts entre les AA de la Province de Luxembourg en Belgique et des membres de Vie Libre des Ardennes Françaises. C'est Prospère Hamer qui prit la responsabilité d'organiser le mouvement en Belgique.
Prospère Hamer coopéra avec le docteur Klutz de la clinique de Bastogne en assurant avec Vie Libre le suivi des malades en sevrage avant, pendant et après leur cure. C'est au centre d'hygiène mentale de Bastogne que la première section de Vie Libre Belgique se mit à fonctionner. À cette époque, Prospère Hamer recevait les conseils éclairés de son ami André-Marie Talvas.
Dès 1967, deux nouvelles sections virent le jour à Arlon et à Athus.
Aujourd'hui, Vie Libre Belgique compte cinq sections et une trentaine d'équipes de base réparties dans la partie francophone du pays.

## Spécificités et champ d'action
Le Mouvement Vie Libre n'a pas de référence théiste, il se distingue par le rejet de l'anonymat (parce qu'il n'y a pas de honte à être malade) et par une approche humaniste et informelle du parcours de guérison. L'absence d'anonymat permet aux membres et responsables d'apparaître librement dans les médias à visage découvert. Comme le décrit l'anthropologue Sylvie Fainzang le mouvement propose au buveur de mettre fin à son esclavage et de retrouver sa liberté. Il attribue l'asservissement et la maladie des buveurs à la société. Pour Vie Libre, le buveur mérite le plus grand respect quel que soit le degré de gravité de son mal. Parce qu'il est atteint d'un mal dont il ne porte pas, lui-même, la responsabilité.
La participation initiale aux groupes de parole est libre, sans inscription, sans obligation de s'exprimer ni de se représenter à la prochaine séance. Outre ses groupes de parole, le mouvement organise des séances d'information et des actions de prévention ciblées sur les jeunes, les femmes, les travailleurs et les personnes incarcérées. Vie Libre dispense aussi des formations en communication avec les malades, animation de réunions, montage et conduite de projets et actions en milieux professionnels.

## Controverse
Même si la question suscite le débat jusqu'au sein du mouvement, Vie Libre reste très attaché à la notion de buveur guéri. Selon le mouvement, sans guérison, la dignité, la personnalité ne peuvent être pleinement retrouvées. Or il existe une unanimité entre les anciens buveurs et les alcoologues quant au fait qu'il est impossible pour un alcoolique abstinent, quel que soit le nombre d'années d'abstinence, de pouvoir envisager de reboire ne fût-ce qu'un seul verre d'alcool. Toutes les tentatives de retour à une consommation sous contrôle  se soldent invariablement par une rechute où le malade « replonge » généralement plus gravement qu'avant d'avoir décidé son abstinence. Pour Vie Libre, la nécessité impérative d'abstinence ne signifie pas que l'on ne puisse pas guérir de l'alcoolisme. La différence est que c'est en résistant à la pression sociale, à la publicité et à l'aliénation qu'on évite le mal. Vie Libre refuse l'idée que le malade alcoolique puisse être considéré comme « tombé » ou « déchu ». Au contraire, il est comme un esclave enchaîné à même le sol. Guérir, c'est se relever, c'est briser ses chaînes, et retrouver la liberté.

## Ancrage populaire et action militante
(ne s'applique pas à la Belgique)
Les racines du mouvement sont populaires. Quoique ne faisant pas d'exclusive, le mouvement Vie Libre en France a longtemps concentré ses efforts sur les milieux les plus défavorisés où le malade alcoolique est plus démuni pour soigner son mal. De cet ancrage historique subsiste un militantisme actif contre les lobbys commerciaux de l'alcool. Le mouvement interpelle régulièrement les pouvoirs publics qu'il accuse de complaisance à l'égard des producteurs et distributeurs de boissons alcoolisées. Le mouvement considère qu'au même titre que les cigarettiers pour le tabagisme, l'industrie de l'alcool porte une part de responsabilité dans le fléau qu'est l'alcoolisme. Selon le mouvement, ce fléau coûterait 45 000 vies par an en France[réf. souhaitée].
La nécessité d'agir au sein de certaines grandes entreprises littéralement gangrenées par l'alcoolisme a poussé le mouvement à se rapprocher des principaux syndicats (CGT, CFDT et FO). Ces rapprochements se sont concrétisés dès le milieu des années soixante et depuis lors les actions coordonnées de sensibilisation en entreprises sont régulières. Si le mouvement s'est aujourd'hui adapté aux besoins des couches sociales moyennes de la population, il reste populaire et militant dans certaines actions ciblées.

## Organisation

### En France
En France métropolitaine, le mouvement s'articule autour de :
- 1 Comité National
  - composé de 9 élus (6 au bureau et 3 membres), chargés de la politique du mouvement[5].
- 16 Comités Régionaux
  - chargés de la mise en place de cette politique.
- 47 Comités Départementaux
  - chargés d'adapter cette politique en fonction des besoins du département.
- 275 Sections
  - qui rassemblent les Équipes de Base (elles doivent comporter au moins trois buveurs guéris).

A l'Île de la Réunion, le mouvement comprend 2 Sections rattachées au Comité National.
En 2009, le mouvement comptait environ 11 000 adhérents en France.

### En Belgique
En Belgique, Vie Libre existe sous forme de :
- 1 ASBL entièrement autonome du mouvement français et gérée par son conseil d'administration.
  - 5 Sections Locales pour une trentaine d'Équipes de Base.

## Ressources
Outre les moyens nécessaires au fonctionnement du mouvement, une collecte libre est organisée aux réunions de groupes de parole pour les boissons (café, thé ou autres) et les biscuits. Un responsable s'occupe de l'approvisionnement et gère l'argent récolté.

### En France
En France, le mouvement fait largement appel au bénévolat sans lequel il ne pourrait exister.
Les ressources du mouvement proviennent :
- des cotisations des adhérents
- des ventes de différentes revues du mouvement (Libres, Vie Nouvelle et Agir)
- des subventions à différents niveaux[7].

### En Belgique
En Belgique comme en France, la vie du mouvement repose sur le bénévolat.
Les ressources du mouvement proviennent :
- des cotisations des adhérents
- d'activités organisées par les équipes de base
- d'aides octroyées par des partenaires
- d'actions de prévention dans les établissements scolaires
- de subventions ponctuelles des provinces
- d'une subvention renouvelable de la Province du Luxembourg

## Implication européenne
Jusque 2011 le mouvement adhérait à l'organisation Eurocare qui regroupe une cinquantaine d'associations travaillant sur la prévention de l'alcoolisme à l'échelle européenne.